# Eveline Parnitzke
Eveline Parnitzke (* 22. März 1956) ist eine deutsche Politikerin (CDU). Sie war 1994 kurzzeitig Mitglied im Landtag Sachsen-Anhalt.
Eveline Parnitzke ist Mitglied der CDU. Sie wurde bei der ersten Landtagswahl in Sachsen-Anhalt 1990 auf der Landesliste der CDU aufgestellt, aber zunächst nicht in den Landtag gewählt. Am 27. Mai 1994 rückte sie für den ausgeschiedenen Erhard Stollberg in den Landtag nach, dem sie bis zur Landtagswahl am 26. Juni 1994 angehörte.